# Ривело
Ривѐло (на италиански: Rivello, на местен диалект Rëvìëllë, Ръвиълъ) е малко градче и община в Южна Италия, провинция Потенца, регион Базиликата. Разположено е на 479 m надморска височина. Населението на общината е 2523 души (1 януари 2023).